# Феликс Арвер
Фелѝкс Арвѐр (на френски: Félix Arvers) е френски поет и драматург. Сонетът му „Un Secret“ (наричан също „Сонетът на Арвер“) придобива такава известност, че той често е наричан „поетът с едно стихотворение“.

## Биография и творчество
Арвер е роден в Париж през 1806 г. През 1836 изоставя кариерата си на юрист, за да се посвети на театъра. Пиесите му имат умерен успех по негово време, но никоя от тях не достига популярността на стихотворението „Un Secret“, което се превръща в класическо за френската поезия от периода на романтизма. То е посветено на Мари, дъщерята на писателя Шарл Нодие.